# M (manga)
Pour les articles homonymes, voir M.
M (エム, Emu) est un court manga de 48 pages de Masakazu Katsura paru dans la revue pour homme Allman en 1996.

## Histoire

### Prologue
Ce manga flirtant avec la pornographie décrit la relation sexuelle non conventionnelle entre un jeune homme et une jeune femme.

### Synopsis
Émi Mutsuki, une étudiante de vingt ans, sort depuis peu avec Eiji Matsuda, d'un an son aîné. Ce soir, elle a décidé de passer la nuit chez lui, mais l'a prévenu qu'il ne pourrait jamais y avoir de relations sexuelles entre eux. Matsuda, qui cherche à tout prix à coucher avec elle tente de lui forcer la main, mais Mutsuki se débat. Honteux de ses actes, Matsuda annonce sa résolution de ne plus rien tenter, ce qui semble rendre Mutsuki triste.
Le lendemain, Mutsuki propose un jeu à Matsuda : elle lui place un bandeau sur les yeux, et lui propose de la déshabiller. Au cours du jeu, Matsuda est tout excité d'effleurer ainsi la peau de Mutsuki. Bientôt, Mutsuki lui fait utiliser son doigt pour atteindre l'extase. Elle lui demande alors d'ôter le bandeau et se montre ainsi nue à lui pendant quelques minutes, avant que Matsuda lui demande d'aller sous la douche. Elle déclare par la suite qu'il est masochiste. Matsuda, quant à lui, part travailler dépité.
En rentrant de sa journée de travail, Matsuda se voit proposer un nouveau jeu : Mutsuki et lui sont sous la douche, et il ne peut la toucher qu'à travers ses vêtements. Après quelques instants, elle lui demande de remonter son t-shirt, ce que Matsuda s'empresse de faire. Il empoigne alors ses seins désormais nus et commence à les caresser. Soudain, Mutsuki lui saisit le pénis et se frotte contre lui jusqu'à ce que Matsuda jouisse. Matsuda cherche ensuite à la pénétrer tandis que Mutsuki semble se débattre. Sans prévenir, il arrête aussitôt, au grand étonnement de Mutsuki : il a compris qu'elle était masochiste, et ne peut prendre son plaisir qu'en souffrant.
Mutsuki et Matsuda se sont quittés, bien qu'ils soient faits l'un pour l'autre. Ils en souffrent, mais en même temps en ressentent du plaisir.

## Personnages
- Eiji Matsuda (松田 エージ, Matsuda Ēji?)
- Émi Mutsuki (睦月 エミ, Mutsuki Emi?)

## Manga
La publication de ce manga se fait au Japon en avril 1996 dans la revue pour homme Allman (ja).
Il a été édité au Japon par la maison d’édition Shūeisha en janvier 2002, accompagné de trois autres histoires courtes, regroupées en un volume nommé M. Une édition deluxe existerait également chez l'éditeur.[réf. nécessaire]
En France, il est paru en 2006 aux éditions Tonkam, accompagné d'une histoire courte a virgin. Il est réédité en 2010 toujours chez Tonkam où seule la couverture change par rapport à la première édition.
Au vu de la ressemblance des personnages et du scénario avec le manga I”s paru entre 1997 et 1999 également dessiné par Katsura, M pourrait constituer une fin alternative à I”s.

### Découpage
- Le labyrinthe des souvenirs : une histoire courte sur 2 pages.
- M : l'histoire principale du livre sur 51 pages.
- a virgin : une autre histoire courte sur 4 pages imprimée à l'envers et qui se lit dans le sens européen (de gauche à droite).

### Tome
| no | Japonais       | Japonais | Français       | Français          |
| no | Date de sortie | ISBN     | Date de sortie | ISBN              |
| --- | -------------- | -------- | -------------- | ----------------- |
| 1 | 2002           |          | 2006           | 978-2-7595-0250-9 |
| Le manga est réédité le 18 août 2010.Liste des chapitres : - Le labyrinthe des souvenirs - M - a virgin |                |          |                |                   |